# Georges Vuillaume
Pour les articles homonymes, voir Vuillaume.
Georges Vuillaume né le 22 mai 1928 à Drancy et mort le 3 juin 2006 à Montreuil.

ns 